# Le Monstre du château
Pour plus de détails, voir Fiche technique et Distribution.
Le Monstre du château (Il castello dalle porte di fuoco) est un film d'épouvante fantastique hispano-italien réalisé par José Luis Merino et sorti en 1970.

## Synopsis
Une belle jeune femme se rend dans un domaine éloigné pour chercher du travail comme biochimiste pour le baron Janos Dalmar. Elle se sent attirée par lui et s'immerge dans son travail pour réprimer ses désirs lubriques. Une série de meurtres assez brutaux se produisent dans la région et elle découvre rapidement que le baron n'est pas ce qu'il semble être. Peu de temps après, le baron se transforme en démon et la belle jeune femme devient son esclave sexuel. 

## Fiche technique
- Titre original italien : Il castello dalle porte di fuoco[1]
- Titre français : Le Monstre du château ou Le Château de la porte de feu ou Le Château des morts-vivants ou Le Château des damnés[2]
- Titre espagnol : Ivanna: El castillo de la puerta de fuego
- Réalisateur : José Luis Merino
- Scénario : Enrico Colombo (it), María del Carmen Martínez Román, José Luis Merino
- Photographie : Emanuele Di Cola
- Montage : Alessandro Lena
- Musique : Luigi Malatesta
- Décors : Francesco Di Stefano
- Production : Roger Corman, Enrico Colombo, Jorge Ferrer, José Ortiz-Segura, Maria-Angel Coma-Borras
- Société de production : Prodimex Films (Rome), Orbita Films (Madrid)
- Pays de production :  Italie -  Espagne
- Langue originale : italien
- Format : Couleurs par Eastmancolor - 1,85:1 - Son mono - 35 mm
- Durée : 94 minutes
- Genre : Film d'épouvante fantastique
- Dates de sortie :
  - Italie : 8 octobre 1970
  - Espagne : 11 décembre 1972
  - France : 28 avril 1976[2]

## Distribution
- Erna Schürer : Ivana Rakowsky

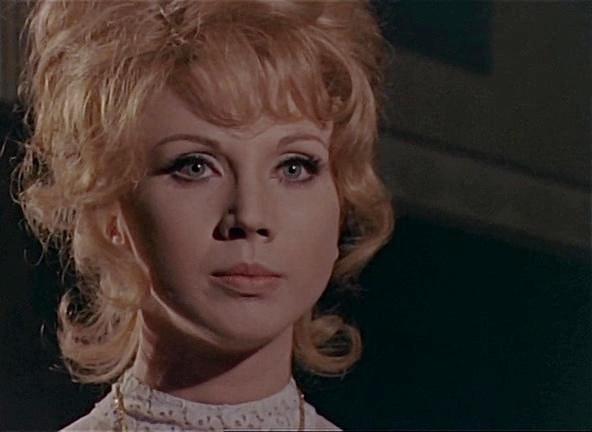
Erna Schürer.

- Carlos Quiney (sous le nom de « Charles Quinney ») : Janos Dalmar
- Agostina Belli : Cristiana
- Cristiana Galloni : Olga
- Antonio Jiménez Escribano : le majordome
- Mariano Vidal Molina : inspecteur Talk
- Enzo Fisichella : Igor
- Ezio Sancrotti (it) : Fedor
- Giancarlo Fantini : médecin
- Franco Moraldi : le maire
- Renato Paracchi : le dactylo de la police
- Javier de Rivera : le juge

## Production
Le film a été tourné en Italie, entre les châteaux de Montechiarugolo (province de Parme) et de Grazzano Visconti (province de Plaisance).